# Cessna 182
El Cessna 182 Skylane, es un avión ligero monomotor de 4 plazas. El 182 es el segundo modelo más popular de Cessna tras el 172. Desde su nacimiento Cessna ha puesto en el mercado varias versiones actualizadas del Skylane.

## Historia

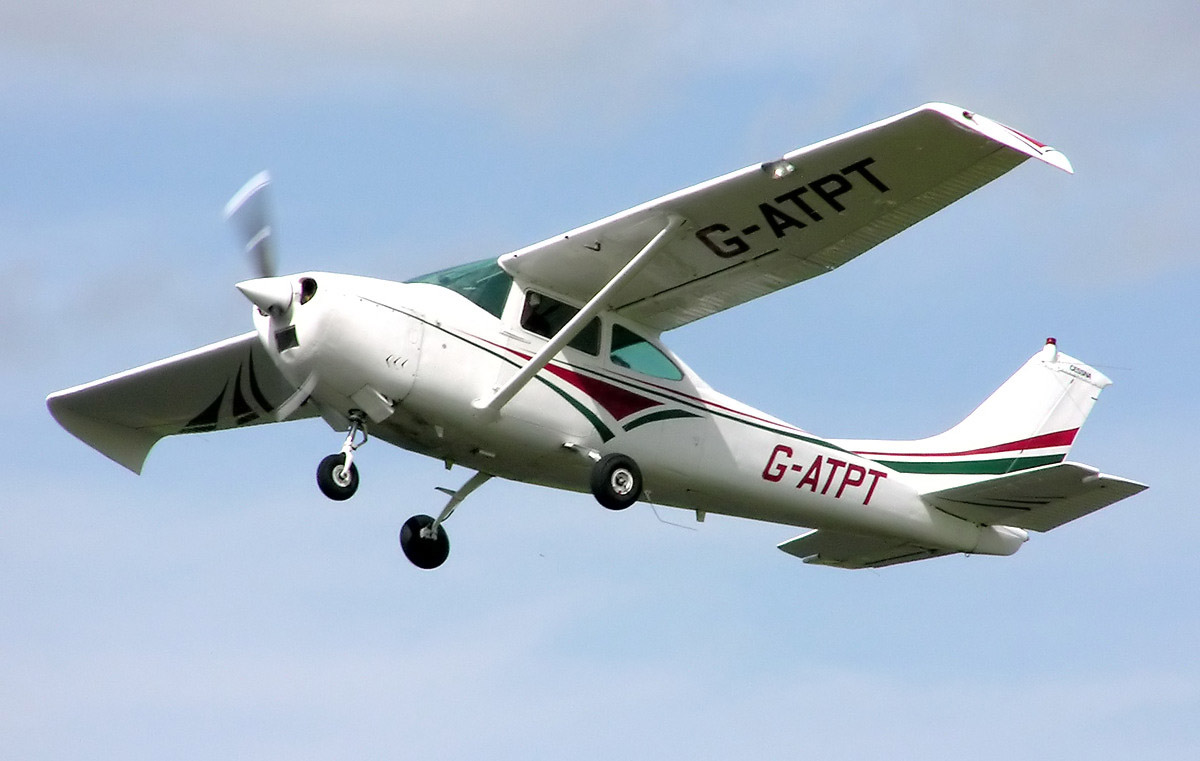
Cessna 182J.

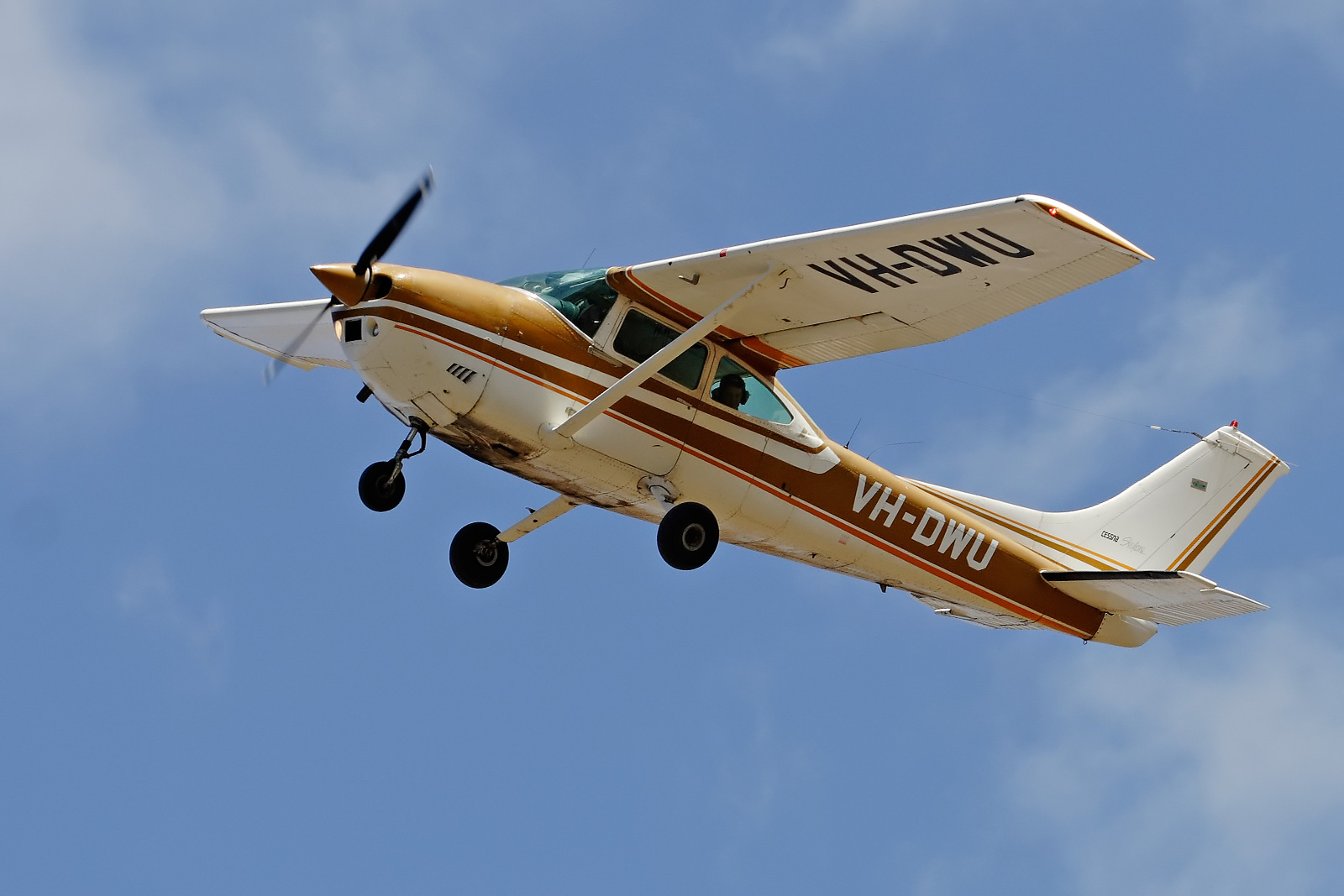
Un Cessna 182P.

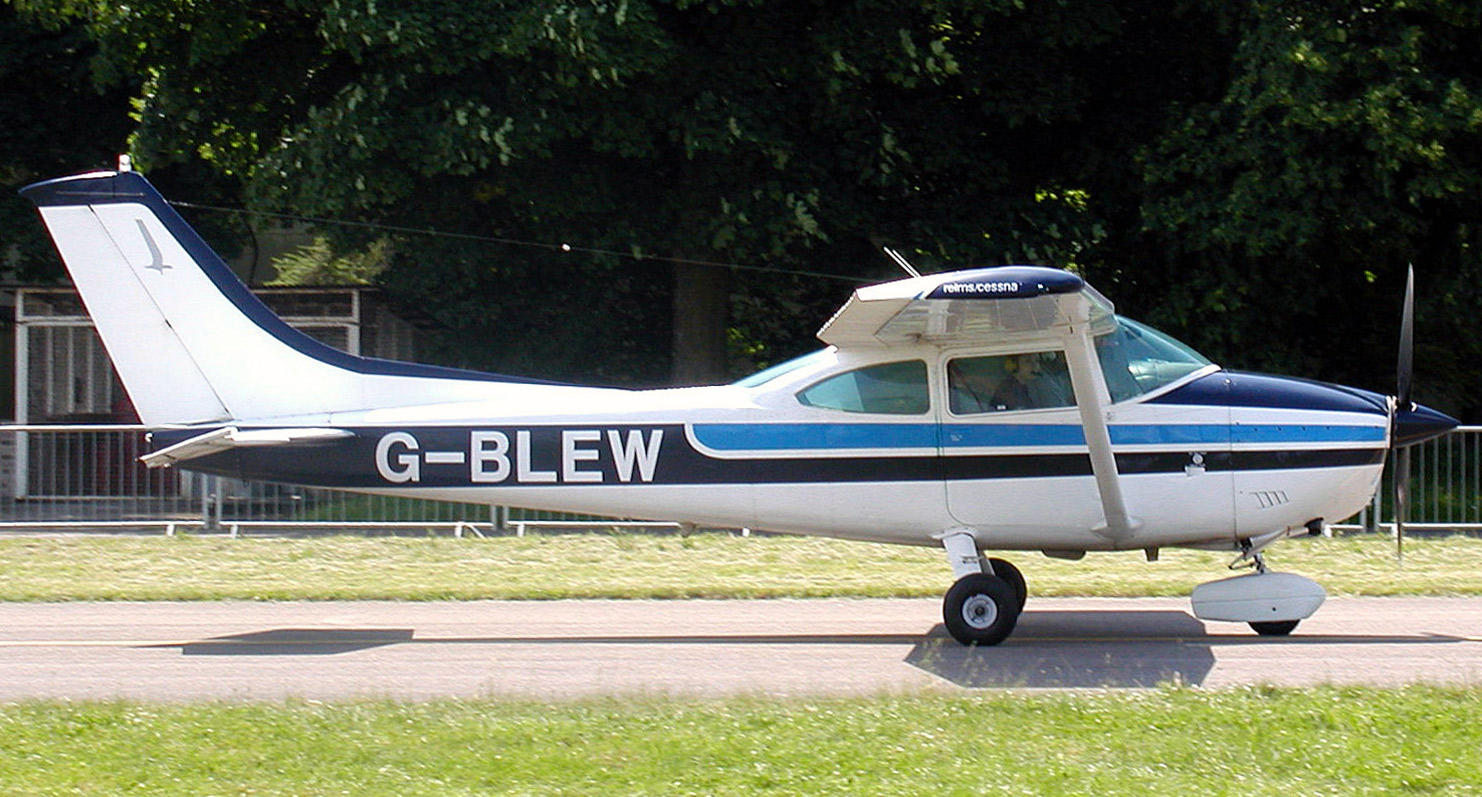
Reims Cessna F182Q.

El popular Cessna 182, de un relativamente alto rendimiento, apareció en 1956 como una simple versión con tren de aterrizaje tipo "triciclo" del Cessna 180; este primer 182 montaba un motor Continental de 170 kW (230 hp), conectado a una hélice de velocidad constante de dos palas. El primer Skylane, nuevo nombre asignado al modelo 182A para diferenciarlo del anterior y remarcar sus mejoras, fue presentado en 1957. A este modelo le siguió en 1959 el 182B, pero la auténtica revolución llegó con el 182C, que incluía una tercera ventana a cada lado de la cabina y una cola rediseñada. Con el modelo 182E se introdujeron otras mejoras tales como un recorte del fuselaje, una ventana trasera envolvente ("Omni-vision") o un mayor peso máximo al despegue. 
En 1977 fue presentada la versión RG de tren de aterrizaje retráctil, algo que supuso un significativo aumento de la velocidad gracias a la consiguiente mejora aerodinámica. Las prestaciones evolucionaron aún más con la introducción del motor turbo Lycoming O-540-L3C5D de 175 kW (235 hp), de 6 cilindros en horizontal, motor disponible a partir de 1979 (solo para la versión RG, la versión estándar continuó con el motor Continental de 230 HP). Este nuevo propulsor permitió que el techo de vuelo pudiese aumentar hasta los 6000 metros. Durante un tiempo se ofreció una versión turbo con el motor Lycoming para tren fijo, pero apenas se vendió. Modelos posteriores introdujeron mejoras como las ventanas traseras elípticas del 182G, el tren de aterrizaje de acero tubular del 182P o el alargamiento de la cola en el 182Q.
Otro cambio significativo , fue el cambio de perfil alar, a partir del modelo 182P de 1974, este nuevo perfil tiene el borde de ataque tipo "camber Lift".
Al igual que otros modelos de Cessna, el 182 fue fabricado bajo licencia en varios países. En el caso de Argentina, DINFIA le llamó A-182; mientras que la francesa Reims lo designó como F182. Inicialmente, Cessna dejó de fabricar el 182 en 1985, pero tras una serie de reformas legales relacionadas con la aviación, en 1994 se decidió retomar la producción. El 15 de julio de 1996 voló por primera vez el prototipo del nuevo 182S, realizándose la primera entrega en abril de 1997. Entre las mejoras de la versión moderna destacan el motor Lycoming IO-540-AB1A5 de 170 kW (230 hp), la nueva aviónica y los nuevos paneles de instrumentos. Asimismo, en 2005 Cessna comenzó a ofrecer la cabina acristalada Garmin G1000 como actualización del Skylane. Los últimos modelos disponibles son la versión 182T convencional y la T182T con motor turboalimentado

## Operadores militares
- - Fuerza Aérea Argentina, Servicio Nacional de Manejo del Fuego
- - Fuerza Aérea Boliviana
- - Fuerza Aérea de Chile, Carabineros de Chile
- - Fuerza Aérea Dominicana
- - Fuerza Aérea Ecuatoriana
- - Fuerza Aérea Hondureña
- - Fuerza Aérea de Lesoto
- - Ejército del Perú
- - Fuerza Aérea Mexicana (70 Cessna 182S)
- - Fuerza Aérea Uruguaya
- - Fuerza Aérea Venezolana

## Operadores gubernamentales
- - Guardia Nacional de México Opera un cessna 182

## Accidentes e Incidentes
- El 7 de noviembre de 2020 una aeronave Cessna 182P Skylane matrícula XB-QOX, perteneciente a la escuela de vuelo Colegio del Aire de Sinaloa, impactó contra el terreno en el municipio de Canelas, cerca del poblado de La Esperanza en el Estado de Durango, al Norte de la República Mexicana. Autoridades de Protección Civil de la localidad confirmaron el deceso de tres personas que se encontraban a bordo.[3]

- El 12 de noviembre de 2020, un Cessna 182 impactó contra el terreno en las inmediaciones del Aeropuerto Whiteman (WHP) en la comunidad de Pacoima, ubicada al Noreste del Valle de San Fernando en Los Ángeles, en donde lamentablemente el piloto (único ocupante de la aeronave), perdió la vida. La aeronave siniestrada fue un Cessna 182T Skylane matrícula N939CP, perteneciente a la Patrulla Civil Aérea (Civil Air Patrol), esta es una institución sin fines de lucro financiada por el gobierno estadounidense.[4]

- El 26 de enero de 2025, un Cessna 182 matricula CC-KKM, capotó en el municipio de Trehuaco, Región del Biobío, Chile. Donde dos de los cuatro tripulantes fallecieron. [5]

## Especificaciones (182T Skylane)

### Características generales
- Tripulación: 1 piloto.
- Capacidad: 3 pasajeros.
- Longitud: 8,8 m (29 ft)
- Envergadura: 11 m (36 ft)
- Altura: 2,8 m (9,3 ft)
- Superficie alar: 16,2 m² (174,4 ft²)
- Perfil alar: NACA 2412
- Peso vacío: 894 kg (1970,4 lb)
- Peso máximo al despegue: 1406 kg (3098,8 lb)
- Planta motriz: 1× motor de inyección y cilindros opuestos Lycoming IO-540-AB1A5.
  - Potencia: 172 kW (230 HP; 233 CV) 2400 rpm
- Hélices: 1× bipala de velocidad constante por motor.
- Diámetro de la hélice: 2,01 m

### Rendimiento
- Velocidad máxima operativa (Vno): 370 km/h en m s. n. m.
- Velocidad crucero (Vc): 268,5 km/h (167 MPH; 145 kt) a 2100 m (6890 pies).
- Velocidad de entrada en pérdida (Vs): 100 km/h (62 MPH; 54 kt)
- Alcance: 1432 km (773 nmi; 889 mi) al 80% de potencia y 2.100 m
- Alcance en combate: km
- Alcance en ferry: 1722 km (930 nmi; 1070 mi) al 50%  de potencia y 3100 m
- Techo de vuelo: 5517 m (18 100 ft)
- Régimen de ascenso: 4,7 m/s (925 ft/min)
- Carga alar: 86,9 kg/m²

### Aviónica
- - Pantalla principal de vuelo (PFD) GDU-1044B.
  - Pantalla multifunción (MFD) GDU-1044B.
  - Panel de audio digital con radio VHF marker beacon/Intercom GMA-1347.
  - Antena del marker beacon.
  - GIA-63W NAVCOMM/GPS/WAAS con GSS #1.
  - GIA-63W NAV/COM/GPS/WAAS con GSS #2.

### Desarrollos relacionados
- Cessna 180
- Cessna 172

### Aeronaves similares
- AirLony Skylane
- Beechcraft Bonanza
- Cirrus SR20
- Piper Cherokee